# Lusine Ghevorkian
Lusine Arkadievna Ghevorkian (în rusă Лусинэ́ Аркадьевна Геворкя́н, în armeană Լուսինե Գևորգյան; n. 21 februarie 1983, Kapan, Republica Sovietică Socialistă Armeană, URSS) este o cântăreață rusă.